# Jean-Paul Costa

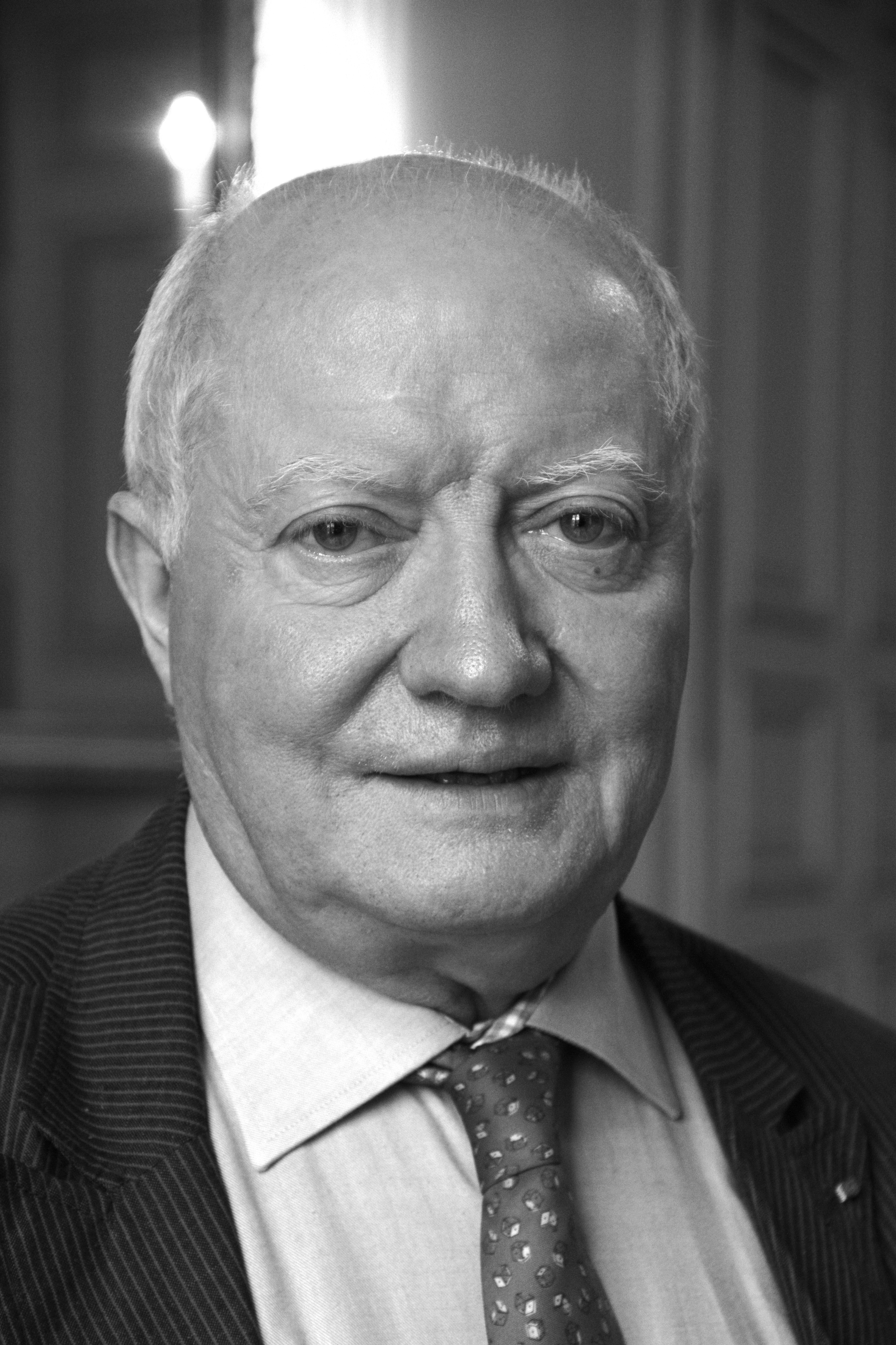
Jean-Paul Costa, 2013

Jean-Paul Costa (* 3. November 1941 in Tunis, Tunesien; † 27. April 2023 in Chantérac, Frankreich) war ein französischer Jurist. Er war vom 19. Januar 2007 bis zum 3. November 2011 Präsident des Europäischen Gerichtshofs für Menschenrechte.

## Leben
Costa besuchte als Schüler das Lycée Carnot in Tunis und das Lycée Henri IV in Paris.  Anschließend studierte er zunächst am Institut für Politikwissenschaften in Paris und schloss dort 1961 mit einem Diplom ab. Daraufhin wechselte er an die juristische Fakultät und erlangte 1962 den Master of Laws und 1964 ein D.E.S.S. in öffentlichem Recht. In den beiden darauffolgenden Jahren studierte Costa an der ENA, einer staatlichen Eliteschule für Verwaltungsbeamte.
Im Juni 1966 wurde er zum Auditeur am Conseil d’État ernannt. Von 1968 bis 1973 dozierte er am Institut d’études politiques de Paris. Bis 1977 arbeitete Costa als stellvertretender Generaldirektor des zwischenstaatlichen Büros für Informatik (IBI) der UNESCO. Nach einem kurzen Intermezzo als Lehrbeauftragter an der ENA (1978–1979) und Vorsitzenden des Beschwerdekomitees der Agentur für kulturelle und technische Zusammenarbeit (1979–1980) wechselte er 1981 als Direktor in das Büro des französischen Bildungsministers Alain Savary. Dort blieb Costa bis zu dessen Rücktritt 1984.
Während der Vertragsverhandlungen zwischen Frankreich und Großbritannien über den Bau des Eurotunnels führte er zwischen 1985 und 1986 die französische Delegation an. Von 1985 bis 1989 lehrte er am IIAP. Danach war er außerordentlicher Professor an der Universität von Orléans (1989–1998) und der Universität Paris I (1992–1998).
Dem Conseil d’État blieb er über viele Jahre verbunden. Zwischen 1966 und 1971, 1977 und 1980 sowie 1987 und 1989 fungierte Costa dort als Berichterstatter. Von 1989 bis 1993 betätigte er sich als Besitzer einer Kammer, dann übernahm er die Präsidentschaft der 10. Kammer. Am 1. November 1998 wechselte er zum Europäischen Gerichtshof für Menschenrechte. Hier stieg er am 1. Mai 2000  zum Sektions- und am 1. November 2001 zum Vizepräsidenten auf. Am 19. Januar 2007 folgte Costa dem Schweizer Luzius Wildhaber im Amt des EGMR-Präsidenten. Mit Erreichen der Altersgrenze schied er am 3. November 2011 aus dem Gerichtshof aus.

## Auszeichnungen
- 2011: Großes Goldenes Ehrenzeichen am Bande für Verdienste um die Republik Österreich[1]